# حفرة بن الطيبي (حفرة بن الطيبي)
حفرة بن الطيبي هو دُوَّار يقع بجماعة سيدي عبد الله الخياط، عمالة مكناس، جهة فاس مكناس في المملكة المغربية. ينتمي الدوّار لمشيخة حفرة بن الطيبي التي تضم 6 دواوير. يقدر عدد سكانه بـ 614 نسمة حسب الإحصاء الرسمي للسكان والسكنى لسنة 2004.

## روابط خارجية
- البوابة الوطنية للجماعات الترابية
- المندوبية السامية للتخطيط